# イラン・ニュー・ウェイヴ
イラン・ニュー・ウェイヴ （英語Iranian New Wave）は、イラン映画の新しいムーヴメントである。

## 概要
1969年、ダリウシュ・メールジュイ監督の『牛 The Cow』の公開後にスタートしたムーヴメントである。
マスード・キミアイ監督の『Qeysar』、ナセール・タグヴァイ監督の『Calm in Front of Others』がそれに続いた。彼らが文化的でダイナミックで知的なトレンドを引き起こしたのだ。イランの観客は区別するようになり、この新しいトレンドを成功させ、発展させようとした。3 - 4年で、40 - 50本の特筆すべき価値ある作品がつくられ、イラン映画のニュー・ウェイヴが成立した。
「イラン・ニュー・ウェイヴ」の先駆者は、フォルーグ・ファッロフザード、ソフラブ・シャヒド・サレス、バハラーム・ベイザーイー、パルヴィーズ・キミアヴィといった映画監督たちである。彼らは、高度に政治的で哲学的なトーンと詩的言語をともなった、革新的なアート・フィルムをつくった。以降のこのタイプの作品は、「ニュー・イラニアン・シネマ」として知られ、初期のルーツとは区別された。「イラン・ニュー・ウェイヴ」のもっとも特筆すべき人物は、アッバス・キアロスタミ、ジャファール・パナヒ、マジッド・マジディ、バハラーム・ベイザーイー、ダリウシュ・メールジュイ、モフセン・マフマルバフ、マスード・キミアイ、ソフラブ・シャヒド・サレス、パルヴィーズ・キミアヴィ、サミラ・マフマルバフ、アミール・ナデリ、アボルファズル・ジャリリである。
イランでニュー・ウェイヴの勃興に導かれたファクターは、ある程度、当時の知的政治的ムーヴメントに負うところがある。ロマンティックな風土は、1953年8月19日のクーデタ後、芸術の範疇で発展していた。それとともに、社会的にコミットした文学が1950年代に形成され、1960年代にはピークに達し、これは現代ペルシア文学の黄金時代とみなされる。
「イラン・ニュー・ウェイヴ」は、当時のヨーロッパのアート・フィルム、とりわけイタリアのネオレアリズモといくつかの性格を共有している。しかしながら、イラン美術のキュレーターであるローズ・イッサによる『Real Fictions』という記事によれば、イラン映画ははっきりとイランの映画言語を持っている、と論じている。「虚構と現実、劇映画とドキュメンタリーの境界をぼやかすことにより、毎日の生活とふつうの人において詩情を勝ち取っている」と。イッサは、このユニークなアプローチはヨーロッパの映画監督をインスパイアし、このスタイルをエミュレートしている、として、マイケル・ウィンターボトム監督の各賞受賞作『イン・ディス・ワールド』（2002年）を挙げ、現代イラン映画へのオマージュであると指摘した。「この新しくかつヒューマニスティックであり審美的な言語は、映画作家たちのそれぞれの個性と自然なアイデンティティに規定されており、グローバリズムの力ではない。この言語は、強力でクリエイティヴなセリフを持ち、それはホームグラウンドにおいてだけではなく、世界中の観客とともにある」と彼女は主張している。
さらに、「イラン・ニュー・ウェイヴ」の作品は、詩情と絵画的な映像に富んでいる。ここには、モダンなイラン映画から、昔々、口頭の時代のペルシアの物語の語り手や詩人へと、ウマル・ハイヤームの詩を通過してさかのぼる一筋のラインが存在している。
「イラン・ニュー・ウェイヴ」の劇映画は、特にあの伝説的なアッバス・キアロスタミの作品において、いくらかポストモダンであると分類された。
キアロスタミの記念碑的書物である『Close Up: Iranian Cinema, Past, Present, Future』（2001年）のなかで、ハミッド・ダバシは、モダンなイラン映画と、「イラン」の国民的映画という現象を、文化的近代性という形式として描写している。ダバシによれば「（永遠のコーラン人間と対照的に）スクリーン上にいる歴史的人物を見ることの視覚的可能性は、おそらくゆいいつもっとも重要な出来事であり、イラン人たちを近代性へとアクセスすることを可能にする」。
キアロスタミとパナヒが尊敬すべきニュー・ウェイヴ作家の第一、第二世代を代表するのだとしたら、第三世代を代表する作家は、サマン・サルヴァール、マズィアル・ミリ、モフセン・アミルユセフィ、アスガル・ファルハーディー、バフマン・ゴバディ、マニ・ハギギ。

## 関連事項
- ダリウシュ・メールジュイ（Dariush Mehrjui）
- マスード・キミアイ（Masoud Kimiai）
- ナセール・タグヴァイ（Nasser Taqvai）
- フォルーグ・ファッロフザード（Forough Farrokhzad）
- ソフラブ・シャヒド・サレス（Sohrab Shahid Saless）
- バハラーム・ベイザーイー（Bahram Beizai）
- パルヴィーズ・キミアヴィ（Parviz Kimiavi）
- アッバス・キアロスタミ（Abbas Kiarostami）
- ジャファール・パナヒ（Jafar Panahi）
- マジッド・マジディ（Majid Majidi）
- モフセン・マフマルバフ（Mohsen Makhmalbaf）
- サミラ・マフマルバフ（Samira Makhmalbaf）
- アミール・ナデリ（Amir Naderi）
- アボルファズル・ジャリリ（Abolfazl Jalili）
- 1953年のイランのクーデター
- ペルシア文学（Persian literature）
- ハミッド・ダバシ（Hamid Dabashi）
- サマン・サルヴァール（Saman Salvar）
- マズィアル・ミリ（Maziar Miri）
- モフセン・アミルユセフィ（Mohsen Amiryoussefi）
- アスガル・ファルハーディー（Asghar Farhadi）
- バフマン・ゴバディ（Bahman Ghobadi）
- マニ・ハギギ（Mani Haghighi）

## 註
1. ↑  The New Wave in Iranian Cinema - From Past to Present
2. ↑  Real Fictions
3. ↑  Abbas Kiarostami ? The Truth Behind Reality
4. ↑  Close Up: Iranian Cinema, Past, Present, Future
5. ↑  Rising talent on Iranian Scene
6. ↑  To Kiarostami or Not To Kiarostami